# 田中嘉一
田中 嘉一 (たなか よしかず、1959年1月27日 - ) は、日本の銀行家。住信SBIネット銀行代表取締役社長や日本カストディ銀行代表取締役社長などを歴任。兵庫県出身。 

## 人物
1981年大阪大学法学部卒業後、住友信託銀行入行。
2006年SBI住信ネットバンク設立準備調査会社社長、2007年住信SBIネット銀行社長、2010年三井住友信託銀行常務執行役員、2012年三井住友トラスト・ホールディングス常務執行役員、2015年三井住友トラスト・ホールディングス専務執行役員、三井住友信託銀行専務執行役員。
2018年日本トラスティ・サービス信託銀行社長、同年JTCホールディングス副社長、2020年7月日本カストディ銀行副社長を経て、2021年日本カストディ銀行社長。
2022年12月31日、日本カストディ銀行社長退任。